# John Bernard Croak
John Bernard Croak (Little Bay, 18 maggio 1892 – Hangard Wood, 8 agosto 1918) è stato un militare canadese, insignito della Victoria Cross nel corso della prima guerra mondiale.

## Biografia
Nacque il 18 maggio 1892 a Little Bay, in Terranova, in Canada, figlio di James e Cecelia Croak. Quando compì due anni la famiglia si trasferì a Glace Bay, in Nuova Scozia, dove frequentò le scuole e poi, all'età di quattordici anni, andò a lavorare in presso la miniera di carbone No.2 Dominion a Glace Bay.
Il 7 agosto 1915, in piena prima guerra mondiale, si arruolò nel 55th (New Brunswick & Prince Edward Island) Battalion del Canadian Expeditionary Force (CEF) a Camp Sussex nel New Brunswick. Assegnato al 55º Battaglione pochi giorni dopo andò a Camp Valcantier, nel Quebec, per seguire l'addestramento di base. In qualità di soldato semplice il 30 ottobre dello stesso anno si imbarcò a Montreal sullo SS Corsican per l'Europa, arrivando in Gran Bretagna il 9 novembre. Poco tempo dopo si trasferì al 13º Battaglione (Royal Highlanders of Canada), 3ª Brigata, 1ª Divisione canadese, arrivando in Francia il 16 aprile. Lì seguì un ulteriore addestramento per prepararsi ai rigori della guerra di trincea. Il 12 giugno 1916 arrivò al fronte. Per tutto il 1917 e la prima parte del 1918, con il 13º Battaglione prese parte a diversi combattimenti, tra cui le battaglie di Vimy Ridge, Hill 70 e |Passchendaele.
L'8 agosto 1918, giorno di apertura della battaglia di Amiens e inizio dell'offensiva dei cento giorni, la 3ª Brigata, accompagnata da un battaglione di carri armati, si trovava in prima linea nell'avanzata della 1ª Divisione. Il 13º Battaglione aveva occupato il villaggio di Aubercourt, ma fu bloccato da postazioni di mitragliatrici nelle vicinanze di Hangard Wood. Egli attaccò quindi una postazione di mitragliatrice e catturò diversi prigionieri che scortò al quartier generale della sua compagnia. Ignorando le istruzioni di farsi curare per una ferita al braccio, effettuò un attacco a un'altra postazione di mitragliatrice posta nelle vicinanze. Fu ferito nuovamente, questa volta a morte, e decedette in quello stesso giorno. La salma fu tumulata nel cimitero militare britannico di Hangard Wood, che si trova a 12 miglia a sud-ovest di Albert. Per le sue azioni il 28 settembre 1918 fu insignito della Victoria Cross. L'onorificenza venne consegnata a sua madre alla Government House di Halifax da MacCallum Grant, il luogotenente governatore della Nuova Scozia, il 23 novembre 1918.
Nel 1972 le medaglie di Croak furono donate da suo nipote al Museo dell'Esercito presso la Cittadella di Halifax, in Nuova Scozia. Le medaglie sono ora esposte al Canadian War Museum di Ottawa.

### Fonti
1. ↑  Victoria Cross online.
2. 1 2 3 4 5 6 7 8 9 10 11 12 13 14 15  Thecanadianencyclopedia.
3. 1 2  Gliddon 2014, p. 23.
4. ↑  (EN) Croak, John Bernard, su cwgc.org, Commonwealth War Graves Commission. URL consultato il 20 maggio 2018.
5. ↑  (EN) Hangard Wood British Cemetery, su cwgc.org, Commonwealth War Graves Commission. URL consultato il 20 maggio 2018.
6. ↑  Gliddon 2014, pp. 21-22.
7. ↑  Gliddon 2014, p. 24.
8. ↑  (EN) Victoria Cross, Medal Set, su warmuseum.ca, Canadian War Museum. URL consultato il 31 dicembre 2020.
9. ↑  (EN) The London Gazette (PDF), n. 30922, 27 September 1918.